# Гіперпоп
Гіперпоп  — слабо визначений музичний рух та мікрожанр, що характеризується максималістичним або перебільшеним підходом до популярної музики. Артисти цього жанру зазвичай поєднують попмузику та авангардну музику, спираючись на тропи електронної, танцювальної та хіп-хоп-музики.
Черпаючи вплив із різноманітних жанрів, гіперпоп зміцнився до впізнаваного стилю завдяки роботам середини 2010-х років авторства Александера Кука та колег музиканта з його лейбла PC Music, включно зі Sophie та Charli XCX, а також інших виконавців, не пов'язаних із лейблом, таких як Гадсон Могоук і Rustie. Музика, пов'язана з гіперпоп-сценою, отримала ширшу увагу в серпні 2019 року, коли Spotify перейменував існуючий список відтворення з такими виконавцями, як Кук та 100 Gecs, на «Гіперпоп». Жанр поширився серед молодшої аудиторії через соціальні медіаплатформи, такі як TikTok.

## Особливості
Гіперпоп відображає перебільшений, еклектичний, і самореферентивний підхід до попмузики й зазвичай використовує такі елементи, як поривчасті синтезаторні мелодії, автотюновий «заїдаючий» вокал, надмірна компресія та використання дисторшину, а також сюрреалістичні або ностальгічних посилання на культуру інтернету нульових та епоху Веб 2.0. Загальні риси включають сильно оброблений вокал, металічні мелодійні ударні звуки, синти зі зміщеною висотою тону; чіпкі приспіви, маленьку тривалість пісень та «блискучу, симпатичну естетику» в поєднанні зі сповненими страхом текстами. Марк Річардсон із The Wall Street Journal описав жанр як посилення «штучних» тропів популярної музики, результатом чого стала «стіна мультяшного шуму з чіпкими мелодіями та гуками. Музика занурюється в простір між красою і потворністю, коли мерехтливі мелодії стикаються зі спотвореними звучанням інструментів». Пишучи для American Songwriter, Джо Вітальяно описав цей стиль як «захоплюючий, пихатий та іконоборчий жанр — якщо це можна назвати „жанром“ — […] з пиляючим звучанням синтезаторів, автотюновим вокалом, натхненою глітчем перкусією та помітною антиутопічною атмосферою пізнього капіталізму». Артисти часто «балансують одночасно між авангардними та попчартами».
На думку журналіста Vice Ілая Еніса, коріння гіперпопу навіть не в музичних техніках, а в «спільному бажанні виходу за рамки жанру в цілому, все ще діючи в контексті попу». Артисти в цьому стилі відображають «тенденцію до реабілітації стилів музики, які давно вийшли з моди, постійно тикаючи в те, що є чи не є „крутим“ або майстерним». Стиль може поєднувати в собі елементи з еклектичного діапазону попмузики, танцювальної музики, хіп-хопу та електронної музики, включаючи баблгам-поп, транс, єврохаус, емо-реп, ню-метал, клауд-реп, джей-поп та кей-поп. Вплив клауд-реп, емо і лоу-фай-трепу, трансу, дабстепу та чиптюну очевидні в гіперпопі, так само як і більш сюрреалістичні й безсистемні якості, головним чином взяті з хіп-хопу останніх п'яти років. У The Atlantic відзначили те, як жанр «закручує у вихор і прискорює найкращі трюки сьогодення і минулого: ритміка від Джанет Джексон тут, синтезатори Depeche Mode там, і надмірно роздуте розмаїття модерних звуків увесь час», але також зазначили «потяг жанру до нахабності панку, хвастощів хіп-хопу та шумності металу». Деякі з більш сюрреалістичних і незвичайних якостей цього стилю були почерпнуті з хіп-хопу 2010-х років.

## Походження
Гіперпоп, можливо, був придуманий на найткор-сцені платформи SoundCloud. Аналітик Spotify Ґленн Макдональд заявив, що він вперше побачив використання цього терміну у якості посилання на британський лейбл PC Music у 2014 році, але ця назва не вважалася мікрожанром до 2018 року. Витоками стилю вважаються роботи лейблу PC Music та пов'язаних із лейблом або безпосередньо натхненних ним виконавцями. Вілл Прітчард із The Independent заявив, що «гіперпоп можна побачити як вираження не тільки жанрів, якими його виконавці надихалися, але й сцени, яка склалася навколо А. Ґ. Кука та лейблу PC Music (ранній „дім“ у тому числі для Sophie і Charli XCX) у Великій Британії на початку 2010-х років». Однак Прітчард також зазначив схожість з іншими виконавцями та додав, що «для деяких не здаватиметься, що гіперпоп не схожий ні на що та звучить повністю по-новому», посилаючись на відгалуження у нью-рейві 2000-х (наприклад, гурт Test Icicles) і сучасників PC Music — Rustie та Гадсон Могоук — як на таких, що дотримуються подібних підходів; щодо двох останніх виконавців він зазначив, що їхні «флюоресцентні, танцювальні та хіп-хоп-звучання на грані трансу нагадують багато сьогоднішнього гіперпопу». Гізер Фейрс з AllMusic заявила, що робота Sleigh Bells передвіщала гіперпоп та інших виконавців, які «нахабно ігнорували жанрові межі та об'єднували крайнощі солодкого та важкого»; Єн Коен із Pitchfork аналогічно заявив, що термін «гіперпоп» описував музику Sleigh Bells до того, як вона стала панівним жанром.

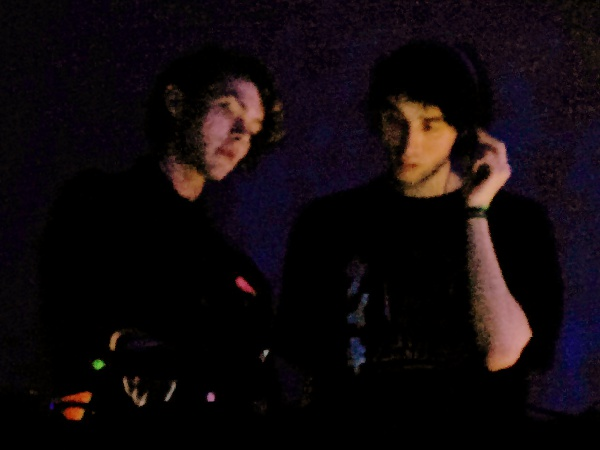
Sophie (ліворуч) і Александер Кук (праворуч) вважаються прабатьками гіперпопу.

Редакторка Spotify Ліззі Сабо назвала боса PC Music Кука «хрещеним батьком» гіперпопу. За словами Ілая Еніса, PC Music «заклали основу для мелодійної рязності та мультяшного продакшену жанру», при цьому деякі сюрреалістичні особливості гіперпопу також походять від хіп-хопу 2010-х років. Він стверджує, що гіперпоп побудований на впливі лейблу PC Music, але також включає звучання емо-репу, клауд-репу, трепу, трансу, дабстепу та чиптюну. Серед виконавців, з якими Кук часто співпрацював, Variety та The New York Times описали роботи Sophie як новаторські в стилі, тоді як Charli XCX була описана Vice як «королева» цього стилю, а її мікстейп Pop 2 (2017), який складався з екстравагантних робот авторства на той момент андеґраундних виконавців, таких як Кук, Sophie, Umru та Easyfun, а також мав «місію зробити попмузиці підтяжку обличчя для сучасної ери у звуковому, духовному та естетичному плані», — як шаблон для його звучання.
Серед інших виконавців, пов'язаних із цим терміном, слід зазначити 100 Gecs, чий дебютний альбом 1000 Gecs (2019) зібрав мільйони прослуховувань у потокових сервісах та допоміг стилю закріпитися. За словами Прітчарда, 100 Gecs довели гіперпоп «до його найбільш радикальних (та найбільш чіпких) висновків: оброблені та викривлені ледве не до руйнування треп-біти „стадіонного розміру“, збуджений емо-вокал та каскадні рейвові арпеджіо».

## Популярність
У серпні 2019 року Spotify запустив плейлист «Гіперпоп», який ще більше зміцнив жанр та у якому містилися такі виконавці, як 100 Gecs та інші. Серед інших виконавців у списку відтворення були Кук, Slayyyter, Gupi, Керолайн Полачек, Ганна Даймонд та Кім Петрас. Редакторка Spotify Ліззі Сабо та її колеги визначилися з назвою свого списку відтворення у серпні 2019 року після того, як Макдональд відмітив цей термін у метаданих вебсайту та класифікував його як мікрожанр. У листопаді Кук додав до списку відтворення таких виконавців, як J Dilla та Кейт Буш, що додало плутанини в охоплення жанру.
Популярність цього жанру почала зростати у 2020 році разом із популярністю списку відтворення Spotify та його поширенням серед молодшої аудиторії в соціальних мережах, наприклад у TikTok. Альбоми гіперпоп-виконавців, такі як How I'm Feeling Now (2020) авторства Charli XCX та Apple (2020) Александера Кука, потрапили в кінці 2020 року до підсумкових списків критиків. На міжнародному рівні гіперпоп здобув популярність у латиноамериканських країнах, таких як Аргентина, Чилі, Мексика та Іспанія, а іспаномовні артисти та продюсери заглиблюються у мікрожанр. Бен Джоллі з Nylon привів Putochinomaricón як одне з «найбільш великих імен на сцені».
У країнах СНД та Україні гіперпоп також набув своєї популярності[джерело?]. У середині 2021 року він досяг піку своєї популярності. Найбільш відомими гіперпоп-виконавцями на пострадянському просторі стали Sqwore, Rizza, LXNER, 17 SEVENTEEN, Midix, serdcebit та quizzzmeow. Так як пісні виконували переважно російською мовою, до хайперпопа додалося прикметник «російський». Таким чином, утворився новий жанр-російський гіперпоп (рос. русский гиперпоп), звучання якого разюче відрізняється від англо-або іспаномовного[джерело?].